# Gnathocinara
Genre
Gnathocinara est un genre de lépidoptères (papillons) de la famille des Bombycidae.

## Liste d'espèces
Selon Catalogue of Life (6 novembre 2013) :
- Gnathocinara situla